# リモート空港
リモート空港（リモートくうこう）とは、日本の空港のうち、交通量が少ないため航空管制官ならびに航空管制運航情報官が配置されていない空港のうち、対空センター、飛行援助センターによる他飛行場援助業務が提供される空港のことである。リモート対空通信施設（Remote Air-Ground Communication、リモート・エア・グランドとも称される）を介して情報が提供されるため、その英語の頭文字からRAG空港（アールエージーくうこう）とも表記される。また、一部管制空港・レディオ空港の管制運用時間外においても、同様の運用を行う。

## 概要
全国5か所の空港事務所に置かれた対空センター・飛行援助センター（FSC;Flight Service Center）に勤務する航空管制運航情報官が無線で交通情報や気象情報などを提供する対空援助業務を行い、緊急時には警急業務を実施する。このうち、対空センター・飛行援助センターに所属する航空管制運航情報官がレディオ空港における飛行場援助業務を行う(AFIS; Aerodrome Flight Information Service)。また、航行中の航空機への情報提供、航空機から運航者への連絡中継についても実施している(AEIS; Area En-route Information Service)。
今後、レディオ空港のリモート化によって管制空港とリモート空港の2つに区分されることとなるため、2021年10月1日より、リモート空港のコールサインが"Remote"から、レディオ空港と同一の"Radio"に統一され、用語も統一が行われている。また、2022年よりFSCを集約し、2025年までに新千歳、大阪、福岡の対空センターに集約される予定である。

## 対空センター等設置空港
- 新千歳空港（新千歳対空センター）
- 大阪国際空港（大阪対空センター）
- 福岡空港（福岡FSC）
- 鹿児島空港（鹿児島FSC）
- 那覇空港（那覇FSC）

かつては仙台空港、中部国際空港にもFSCが設置されていたがそれぞれ新千歳・大阪に統合。2025年度末までに福岡・鹿児島・那覇のFSCが統合され、福岡対空センターに移行予定。また、東京FSCから改組した東京FAIB（運航拠点）も、発足直後はリモート管制を実施していた（現在は新千歳対空センターに移行）。

## 空港一覧
2025年7月時点の日本のリモート空港とそれを管轄する対空センター・FSCは以下のとおり。英字はIATA/ICAO空港コード（3レターコード/4レターコード）である。また、レディオ空港を含めた非常時のバックアップについても論じる。
| 空港         | 空港コード | 対空センター | バックアップ | 備考 | 空港                                                     | 空港コード                                               | 対空センター                                             | バックアップ                                             | 備考                                                     |
| ------------ | ---------- | ------------ | ------------ | ---- | -------------------------------------------------------- | -------------------------------------------------------- | -------------------------------------------------------- | -------------------------------------------------------- | -------------------------------------------------------- |
| 奥尻空港     | OIR/RJEO   | 新千歳       | 大阪         |      | 種子島空港                                               | TNE/RJFG                                                 | 鹿児島                                                   | 福岡                                                     |                                                          |
| 紋別空港     | MBE/RJEB   | 新千歳       | 大阪         |      | 屋久島空港                                               | KUM/RJFC                                                 | 鹿児島                                                   | 福岡                                                     |                                                          |
| 利尻空港     | RIS/RJER   | 新千歳       | 鹿児島       |      | 喜界空港                                                 | KKX/RJKI                                                 | 鹿児島                                                   | 大阪                                                     |                                                          |
| 中標津空港   | SHB/RJCN   | 新千歳       | 鹿児島       |      | 徳之島空港                                               | TKN/RJKN                                                 | 鹿児島                                                   | 大阪                                                     |                                                          |
| 大館能代空港 | ONJ/RJSR   | 新千歳       | 鹿児島       |      | 沖永良部空港                                             | OKE/RJKB                                                 | 鹿児島                                                   | 那覇                                                     |                                                          |
| 庄内空港     | SYO/RJSY   | 新千歳       | 大阪         |      | 与論空港                                                 | RNJ/RORY                                                 | 鹿児島                                                   | 那覇                                                     |                                                          |
| 八丈島空港   | HAC/RJTH   | 新千歳       | 福岡         |      | 北大東空港                                               | KTD/RORK                                                 | 那覇                                                     | 鹿児島                                                   | ＊                                                       |
| 三宅島空港   | MYE/RJTQ   | 新千歳       | 福岡         |      | 南大東空港                                               | MMD/ROMD                                                 | 那覇                                                     | 鹿児島                                                   | ＊                                                       |
| 神津島空港   | RJAZ       | 新千歳       | 鹿児島       |      | 慶良間空港                                               | KJP/ROKR                                                 | 那覇                                                     | ー                                                       |                                                          |
| 新島空港     | RJAN       | 新千歳       | 鹿児島       |      | 久米島空港                                               | UEO/ROKJ                                                 | 那覇                                                     | 福岡                                                     |                                                          |
| 松本空港     | MMJ/RJAF   | 新千歳       | 大阪         |      | 粟国空港                                                 | AGJ/RORA                                                 | 那覇                                                     | ー                                                       |                                                          |
| 大島空港     | OIM/RJTO   | 新千歳       | ー           |      | 多良間空港                                               | TRA/RORT                                                 | 那覇                                                     | 大阪                                                     |                                                          |
| 仙台空港     | SDJ/RJSS   | 新千歳       | 福岡         | 夜   | 与那国空港                                               | OGN/ROYN                                                 | 那覇                                                     | 大阪                                                     |                                                          |
| 能登空港     | NTQ/RJNW   | 大阪         | 新千歳       |      | 波照間空港                                               | HTR/RORH                                                 | 那覇                                                     | ー                                                       |                                                          |
| 但馬空港     | TJH/RJBT   | 大阪         | 鹿児島       |      | 下地島空港                                               | SHI/RORS                                                 | 那覇                                                     | 福岡                                                     | 夜                                                       |
| 鳥取空港     | TTJ/RJOR   | 大阪         | 福岡         |      | 奄美空港                                                 | ASJ/RJKA                                                 | 那覇                                                     | 福岡                                                     | R                                                        |
| 福井空港     | FKJ/RJNF   | 大阪         | ー           |      | レディオ空港の現地機能喪失時のリモートバックアップの一覧 | レディオ空港の現地機能喪失時のリモートバックアップの一覧 | レディオ空港の現地機能喪失時のリモートバックアップの一覧 | レディオ空港の現地機能喪失時のリモートバックアップの一覧 | レディオ空港の現地機能喪失時のリモートバックアップの一覧 |
| 石見空港     | IWJ/RJOW   | 大阪         | 那覇         |      | 稚内空港                                                 | WKJ/RJCW                                                 |                                                          | 新千歳                                                   |                                                          |
| 隠岐空港     | OKI/RJNO   | 大阪         | 鹿児島       |      | 花巻空港                                                 | HNA/RJSI                                                 |                                                          | 新千歳                                                   |                                                          |
| 壱岐空港     | IKI/RJDB   | 福岡         | 那覇         |      | 山形空港                                                 | GAJ/RJSC                                                 |                                                          | 新千歳                                                   |                                                          |
| 小値賀空港   | RJDO       | 福岡         | ー           |      | 福島空港                                                 | FKS/RJSF                                                 |                                                          | 新千歳                                                   |                                                          |
| 上五島空港   | RJDK       | 福岡         | ー           |      | 静岡空港                                                 | FSZ/RJNS                                                 |                                                          | 新千歳                                                   |                                                          |
| 対馬空港     | TSJ/RJDT   | 福岡         | 鹿児島       |      | 南紀白浜空港                                             | SHM/RJBD                                                 | 大阪                                                     |                                                          |                                                          |
| 福江空港     | FUJ/RJFE   | 福岡         | 大阪         |      | 出雲空港                                                 | IZO/RJOC                                                 | 大阪                                                     |                                                          |                                                          |
| 北九州空港   | KKJ/RJFR   | 福岡         | 大阪         | 夜   | 山口宇部空港                                             | UBJ/RJDC                                                 | 大阪                                                     |                                                          |                                                          |
| 佐賀空港     | HSG/RJFS   | 福岡         | 那覇         | 夜   |                                                          |                                                          |                                                          |                                                          |                                                          |
| 長崎空港     | NGS/RJFU   | 福岡         | 新千歳       | 夜   |                                                          |                                                          |                                                          |                                                          |                                                          |
| 大村飛行場   | OMJ/RJDU   | 福岡         | 新千歳       | 夜   |                                                          |                                                          |                                                          |                                                          |                                                          |